# Harald Bjørkøy
Harald Bjørkøy (Trondheim, 16 gennaio 1953) è un tenore e docente norvegese.

## Biografia
Harald Bjørkøy ha fatto il suo debutto nel 1982 e da allora ha cantato concerti in Europa e negli Stati Uniti. Nel 1991 ha debuttato alla Weill Recital Hall presso la Carnegie Hall di New York City. È docente di musica all'Accademia Grieg presso l'Università di Bergen, è apparso con molte delle orchestre sinfoniche norvegesi ed è stato ospite nei ruoli principali dell'Opera norvegese.